# Odeion

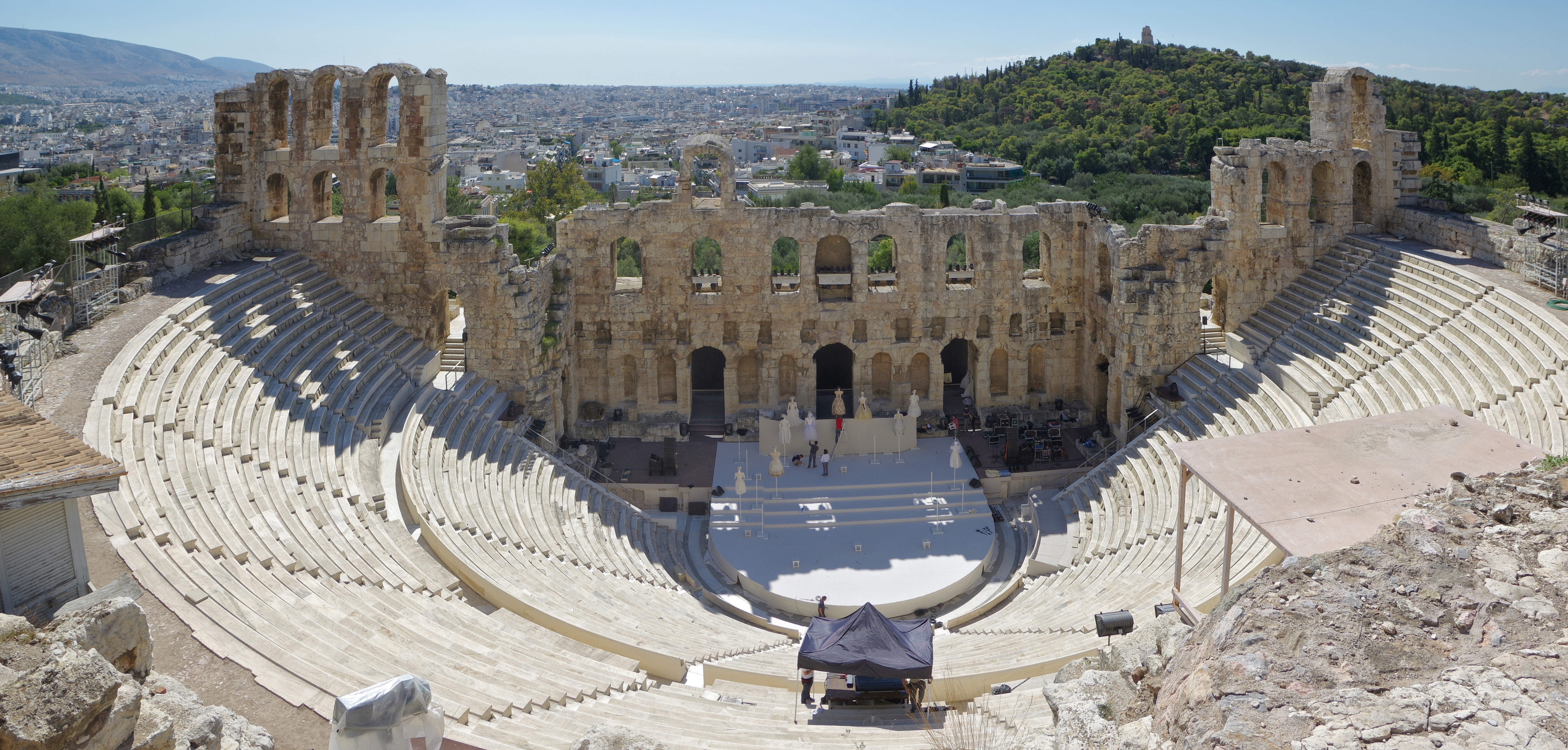
Herodes Atticus odeion i Aten.

Ett odeion är en byggnad för musikaliska framföranden i det antika Grekland. Statsmannen Perikles lär ha låtit uppföra det äldsta kända i Aten under 400-talet f.Kr. I Aten finns också det restaurerade Herodes Atticus odeion, uppförd vid Akropolis sydsluttning under 160-talet e.Kr. i form av en romersk teater med plats för cirka 5 000 åhörare.